# Xaló
Xaló (em valenciano e oficialmente) ou Jalón (em castelhano) é um município da Espanha na província de Alicante, Comunidade Valenciana. Tem 34,59 km² de área e em 2021 tinha 2 892 habitantes (densidade: 83,6 hab./km²).

## Demografia
| Variação demográfica do município entre 1991 e 2004 | Variação demográfica do município entre 1991 e 2004 | Variação demográfica do município entre 1991 e 2004 | Variação demográfica do município entre 1991 e 2004 |
| --------------------------------------------------- | --------------------------------------------------- | --------------------------------------------------- | --------------------------------------------------- |
| 1991                                                | 1996                                                | 2001                                                | 2004                                                |
| 1957                                                | 2011                                                | 2025                                                | 2400                                                |